# Agatón (papa)
Agatón (Palermo, Sicilia, c. 577-Roma, 10 de enero de 681) fue el papa 79.º de la Iglesia católica desde 678 hasta su muerte. Es venerado como santo tanto por la Iglesia católica como por la ortodoxa y es el patrón de Palermo, su ciudad natal. No se sabe mucho de su vida antes de su papado, pero se sabe que es por lejos el papa más anciano al momento de su elección contando con 100 o 101 años de edad, seguido por el papa Celestino III (84-85 años), y evidentemente, ser el papa más viejo en ocupar el cargo al momento de su muerte con 103-104 años de edad, seguido por el papa León XIII, quien falleció a los 93 años.

## Biografía
Tras la muerte de su padre, repartió su herencia entre los pobres e ingresó como lego en el monasterio benedictino de San Hermes de Palermo, no tomando las órdenes sacerdotales hasta el 677, cuando contaba con cien años de edad.
Al año siguiente, el 27 de junio, fue elegido papa. 
Su corto pontificado destaca por la convocatoria del Sexto Concilio Ecuménico, celebrado en Constantinopla entre el 680 y el 681, y que bajo la presidencia del emperador bizantino Constantino IV condenó el monotelismo y el monoenergismo.
Asimismo consiguió que Constantino IV aboliera el impuesto de tres mil escudos que, desde Justiniano I, los papas estaban obligados a pagar para ver su elección confirmada por el emperador.
Falleció el 10 de enero de 681 y es venerado como santo tanto por la Iglesia católica como por la Iglesia ortodoxa. Se le considera el pontífice más anciano de la historia, pues se especula que muriese con más de 100 años.

Se le considera un papa importantísimo en la historia de la Iglesia Católica debido a su carta enviada al concilio de Constantinopla III en la que afirma que la Iglesia Romana nunca había errado gracias a la protección divina. 
"..la verdadera confesión de la misma por la cual Pedro fue declarado bendito por el Señor de todas las cosas, fue revelada por el Padre del cielo, porque recibió del mismo Redentor de todos, por tres encomiendas, el deber de apacentar las ovejas espirituales de la Iglesia; bajo cuyo escudo protector, esta Iglesia Apostólica suya nunca se ha desviado del camino de la verdad en ninguna dirección del error (hec apostolica ejus ecclesia nunquam a via Veritatis in qualibet erroris parte deslexa est), cuya autoridad, como la del Príncipe de todos los Apóstoles, toda la Iglesia Católica (omnis catholica... ecclesia), y los Sínodos Ecuménicos han abrazado fielmente , y seguido en todas las cosas; y todos los venerables Padres han abrazado su doctrina Apostólica, por la cual han resplandecido como las lumbreras más aprobadas de la Iglesia de Cristo; y los santos doctores ortodoxos la han venerado y seguido, mientras que los herejes la han perseguido con falsas incriminaciones y con odio despectivo."